# Soyaux
Soyaux ist eine Gemeinde mit 10.057 Einwohnern (Stand 1. Januar 2022) im westfranzösischen Département Charente in der Region Nouvelle-Aquitaine.

## Lage
Soyaux liegt in der alten Kulturlandschaft des Angoumois in einer Höhe von etwa 130 Metern ü. d. M. und etwa drei Kilometer (Fahrtstrecke) östlich der Stadt Angoulême.

## Bevölkerungsentwicklung
| Jahr      | 1962 | 1968   | 1975   | 1982   | 1990   | 1999   | 2006   | 2019 |
| Einwohner | 6588 | 11.680 | 12.717 | 10.903 | 10.353 | 10.177 | 10.386 | 9761 |

Im 19. Jahrhundert stieg die Bevölkerungszahl kontinuierlich von etwa 500 im Jahr 1800 auf etwa 1500 Einwohner im Jahr 1900 an. Aufgrund der Nähe zur Stadt Angoulême und vergleichsweise günstiger Immobilienpreise ist die Bevölkerung der Gemeinde im 20. Jahrhundert zeitweise auf über 12.000 Einwohner angewachsen.

## Wirtschaft
Während bis ins 19. Jahrhundert hinein Landwirtschaft und Weinbau die dominierenden Rollen spielten, sind heute weite Teile der ehemaligen Ackerflächen bebaut. Es wurden zwei Gewerbegebiete (zones d’activités) ausgewiesen, in denen sich mehrere Betriebe – darunter eine Rotationsdruckerei und ein Betrieb zur Herstellung von Plastikverpackungen – angesiedelt haben. Ansonsten bestimmen Einzelhandel, Handwerk und kleinere Dienstleistungsbetriebe das wirtschaftliche Geschehen des Ortes.

## Geschichte
In alten Urkunden erwähnte Ortsnamen lauten Mons Soilis (908), Mons Suellis (1138) oder inter Soellos (1273); die romanische Kirche weist auf einen bereits im Mittelalter bestehenden Ort hin.

## Sehenswürdigkeiten

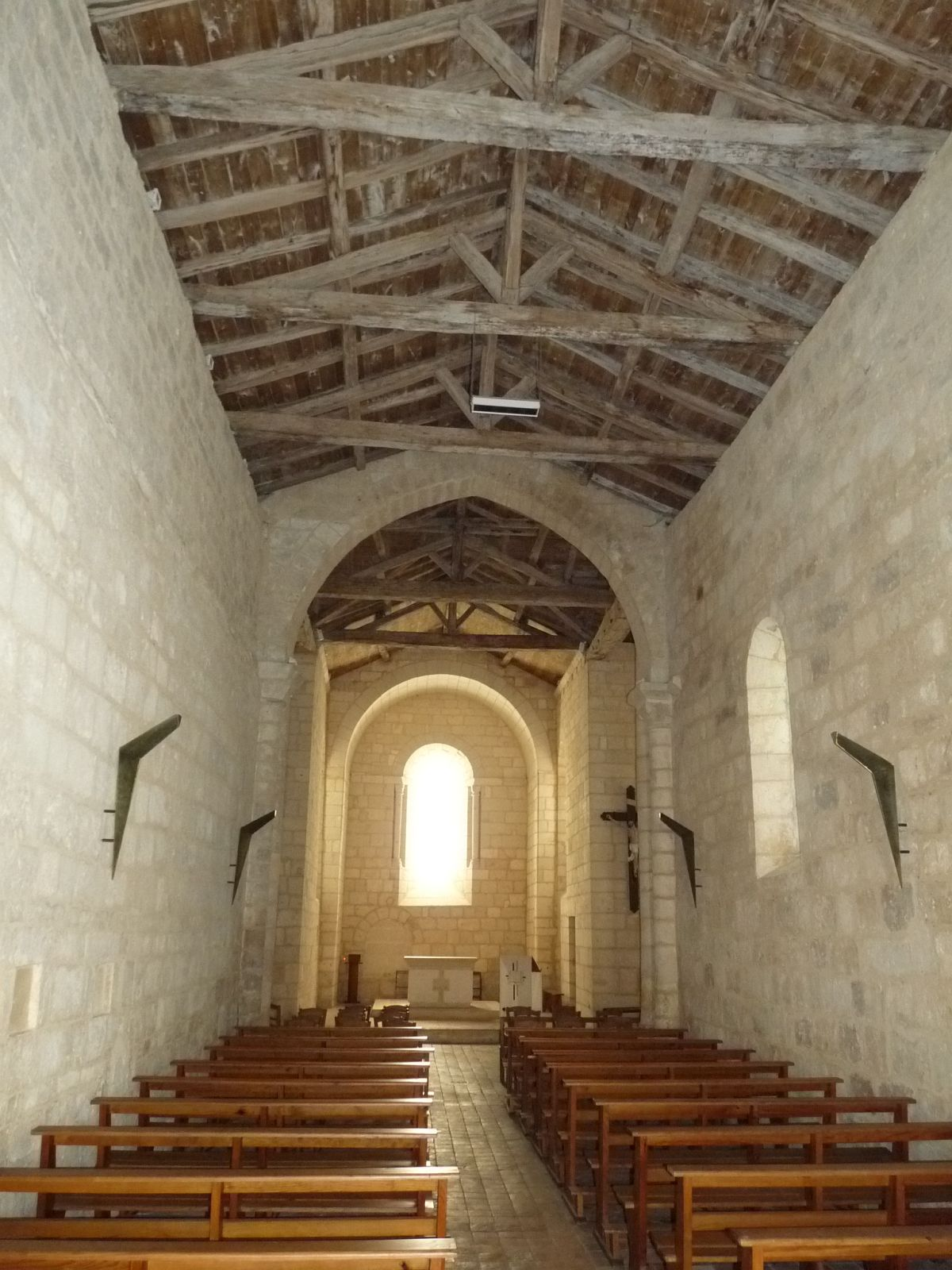
Langhaus der Kirche Saint-Mathieu

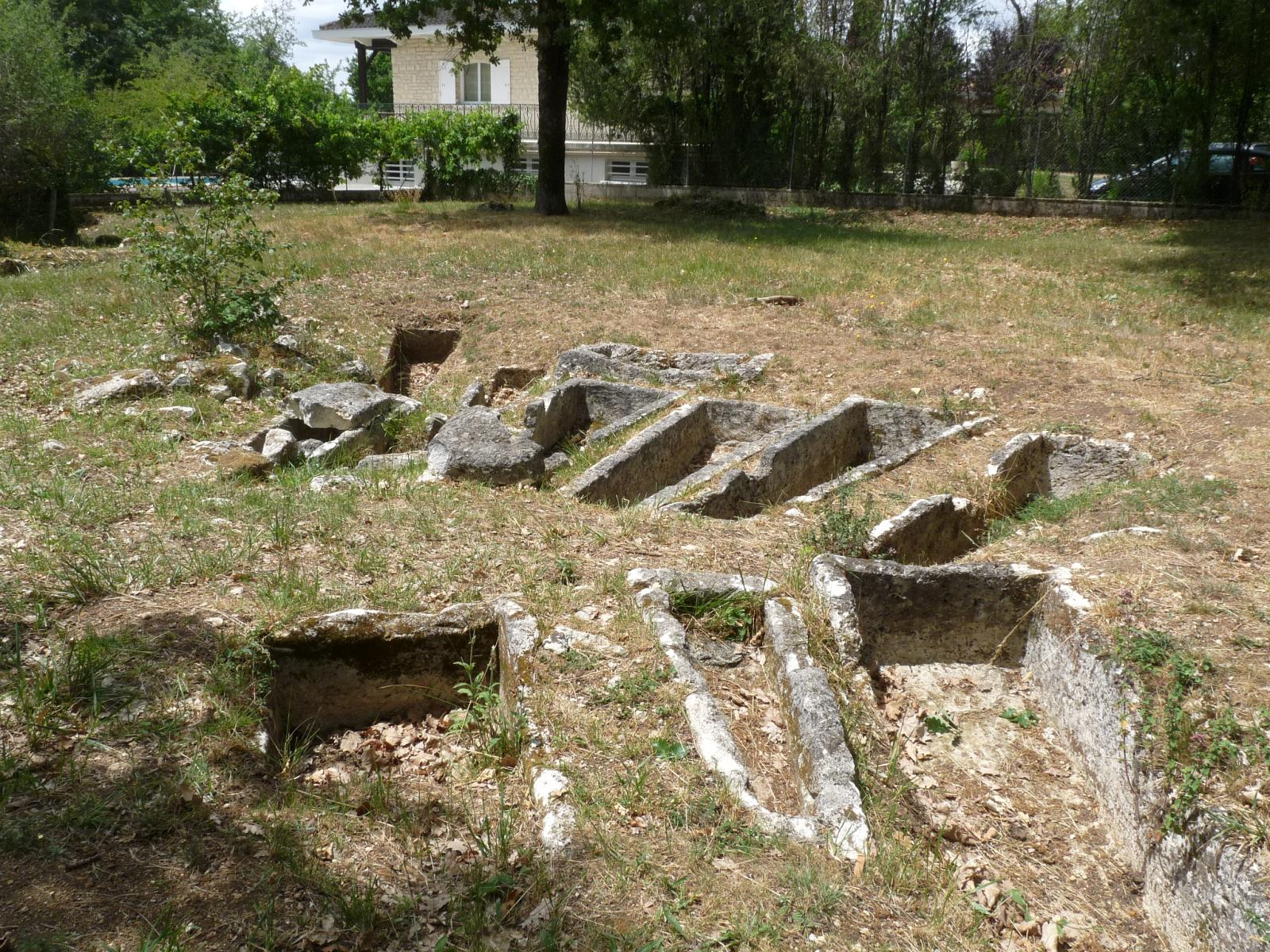
Steinkisten des mittelalterlichen Friedhofs

- Die dem Evangelisten Matthäus geweihte Pfarrkirche Saint-Mathieu ist ein nach außen wehrhafter und weitgehend schmuckloser Bau aus der 2. Hälfte des 12. Jahrhunderts mit einem tiefenräumigen Glockengiebel (clocher mur) über der flachgeschlossenen Apsis. Die giebellose und nahezu quadratische Westfassade beinhaltet lediglich ein schmuckloses Portal und ein darüber befindliches Fenster mit jeweils nur einem Archivoltenbogen und einem aufgeblendeten Zierbogen als Rahmung. Das einschiffige Langhaus ist mit einem hölzernen Dachstuhl bedeckt, dessen Gebälk in Höhe der Vierung von einem quergelagerten Gurtbogen, der auch als Triumphbogen angesehen werden kann, unterbrochen wird. Das Innere der – leicht gegenüber dem Kirchenraum eingezogenen – flachschließenden Apsis wird von einem Fenster mit zwei eingestellten Säulen belichtet. Die Kirche ist seit dem Jahr 1949 als Monument historique[1] anerkannt.
- In der Nähe der Pfarrkirche wurde bereits im Jahr 1850 ein mittelalterlicher Friedhof mit mehreren trapezförmigen Steinkistengräbern oder Sarkophagen, die möglicherweise mehrfach genutzt wurden, freigelegt.
- In der Nähe des Ortszentrums befindet sich der erst 2004 angelegte Jardin des senteurs et saveurs mit einer sinnvollen Auswahl regionaler Pflanzen.
- Das Logis de Frégeneuil wurde im 16. Jahrhundert erbaut, danach jedoch mehrfach umgestaltet; seine heutige Gestalt erhielt der Bau in der zweiten Hälfte des 18. Jahrhunderts. Auf dem Anwesen befindet sich ein Taubenhaus (pigeonnier) zur Versorgung mit Geflügel. Die Gebäude sind seit 1996 als Monument historique[2] anerkannt.
- Auf dem Gemeindegebiet befinden sich mehrere Quellen, deren Einfassungen auch als Waschplatz (lavoir) genutzt wurden.

## Partnergemeinden
- Monifieth, Schottland (seit 1994)
- Palos de la Frontera, Andalusien (seit 1995)
- Ivančice, Tschechien (seit 2001)